# Boeing Vertol YUH-61
Il Boeing Vertol YUH-61 era un prototipo di elicottero medio, bi-turbina a singolo rotore, multiruolo o da assalto, prodotto dall'azienda statunitense Boeing Vertol negli anni settanta.

## Storia

### Sviluppo
Lo YUH-61 venne progettato per rispondere ad una specifica emessa nel 1972 dall'United States Army che prevedeva un programma, denominato Utility Tactical Transport Aircraft System (UTTAS), inteso alla sostituzione della famiglia UH-1 Huey che aveva costituito la spina dorsale della componente elicotteristica statunitense per tutti gli anni sessanta ma che era oramai alla soglia del termine della vita operativa.
L'elicottero si trovò a competere contro il concorrente sviluppato dalla rivale Sikorsky Aircraft Corporation denominato YUH-60 ma a seguito di una serie di prove di valutazione comparative l'esercito scelse la proposta Sikorsky, la quale lo avviò alla produzione in serie denominandolo Sikorsky UH-60 Black Hawk.
La Boeing-Vertol provò allora a proporlo alla U.S. Navy senza successo e dopo aver realizzato un solo modello civile bloccò ogni sviluppo in quanto non venne trovato un riscontro positivo sul mercato.

## Esemplari attualmente esistenti
Due dei tre esemplari costruiti (73-21656 and 73-21658) sono conservati presso l'United States Army Aviation Museum sito a Fort Rucker, Alabama (USA).